# Peter Füllbier
Peter Füllbier (* 8. Januar 1947) ist ein ehemaliger deutscher Fußballspieler. Er absolvierte in den Jahren 1974 bis 1976 insgesamt 45 Spiele in der 2. Fußball-Bundesliga für DJK Gütersloh und erzielte dabei fünf Tore. 

## Laufbahn
Der Stürmer wurde mit dem VfB 03 Bielefeld in der Runde 1972/73 in der Verbandsliga Westfalen Meister in der Gruppe Nordost und gewann anschließend mit dem VfB durch einen 2:1-Erfolg gegen Rot-Weiß Lüdenscheid die Westfalenmeisterschaft. Zum Debütjahr der neu eingeführten 2. Bundesliga, 1974/75, unterschrieb er einen Vertrag bei den Blau-Weißen vom Heidewaldstadion, der DJK Gütersloh. Zusätzlich kamen noch die Spieler Michael Piwowarski, Wolfgang Rummenigge, Heinz Rudloff und Eduard Angele zu der von Trainer Rudi Schlott trainierten DJK. Füllbier debütierte in der 2. Liga Nord am siebten Spieltag, den 15. September 1974, bei der 0:1-Auswärtsniederlage gegen Wacker 04 Berlin. Er wurde für Rummenigge eingewechselt. Am 38. Spieltag, den 15. Juni 1975, absolvierte er bei der 0:1-Heimniederlage gegen die SG Wattenscheid 09 – Tor durch Ewald Hammes – sein 27 Ligaspiel (2 Tore) und die DJK hatte mit dem 14. Platz die Klasse erhalten. Leistungsträger waren im Team der DJK die Spieler Ulrich Granzow (Torhüter), Walter Oswald, Gerd Roggensack und Heribert Bruchhagen gewesen. Im zweiten Jahr 2. Bundesliga, 1975/76, kam Füllbier auf 18 Einsätze, in denen er drei Tore erzielte. Im Dezember 1975 wurde Trainer Schlott durch Karl-Heinz Feldkamp abgelöst, aber als 19. stieg Gütersloh in das Amateurlager ab. Füllbier blieb bei der DJK und trat 1976/77 in der Amateurliga Westfalen und im DFB-Pokal an. Im Wettbewerb 1977 setzte sich Gütersloh in den ersten zwei Hauptrunden gegen die Amateure von Hertha BSC und TuS Feuchtwangen durch, ehe am 19. Dezember 1976 der FC Homburg mit einem 6:0-Sieg im Heidewaldstadion die Pokaleinsätze beendete.